# Zarzosa
Zarzosa ist ein Ort und eine nordspanische Gemeinde (municipio) mit 14 Einwohnern (Stand: 2024) im Osten der Autonomen Gemeinschaft La Rioja.

## Lage und Klima
Die Gemeinde Zarzosa liegt ca. 35 km (Fahrtstrecke) südsüdöstlich von Logroño in einer Höhe von ca. 980 m. Das Klima ist gemäßigt bis warm; Regen (ca. 683 mm/Jahr) fällt übers Jahr verteilt.

## Bevölkerungsentwicklung
| Jahr      | 1970 | 1981 | 1991 | 2001 | 2011 | 2021 |
| Einwohner | 17   | 20   | 17   | 11   | 15   | 13   |

Infolge der Landflucht als Folge der Mechanisierung der Landwirtschaft ist die Zahl der Einwohner seit Beginn des 20. Jahrhunderts deutlich gesunken.

## Wirtschaft
Umland und Ort waren und sind in hohem Maße landwirtschaftlich geprägt. Seit den letzten Jahrzehnten des 20. Jahrhunderts spielt auch der Tourismus eine nicht unbedeutende Rolle.

## Sehenswürdigkeiten

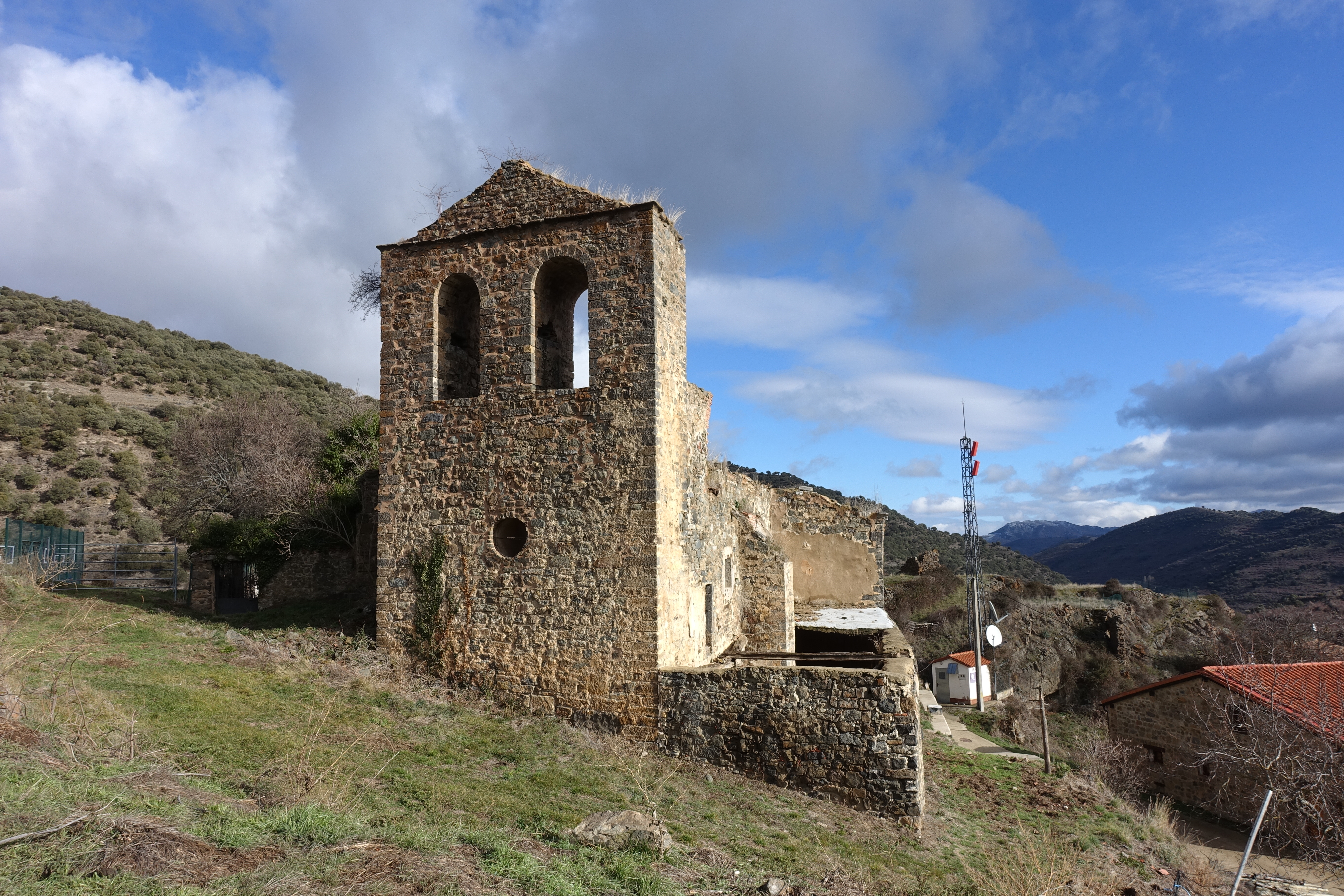
Marienkirche
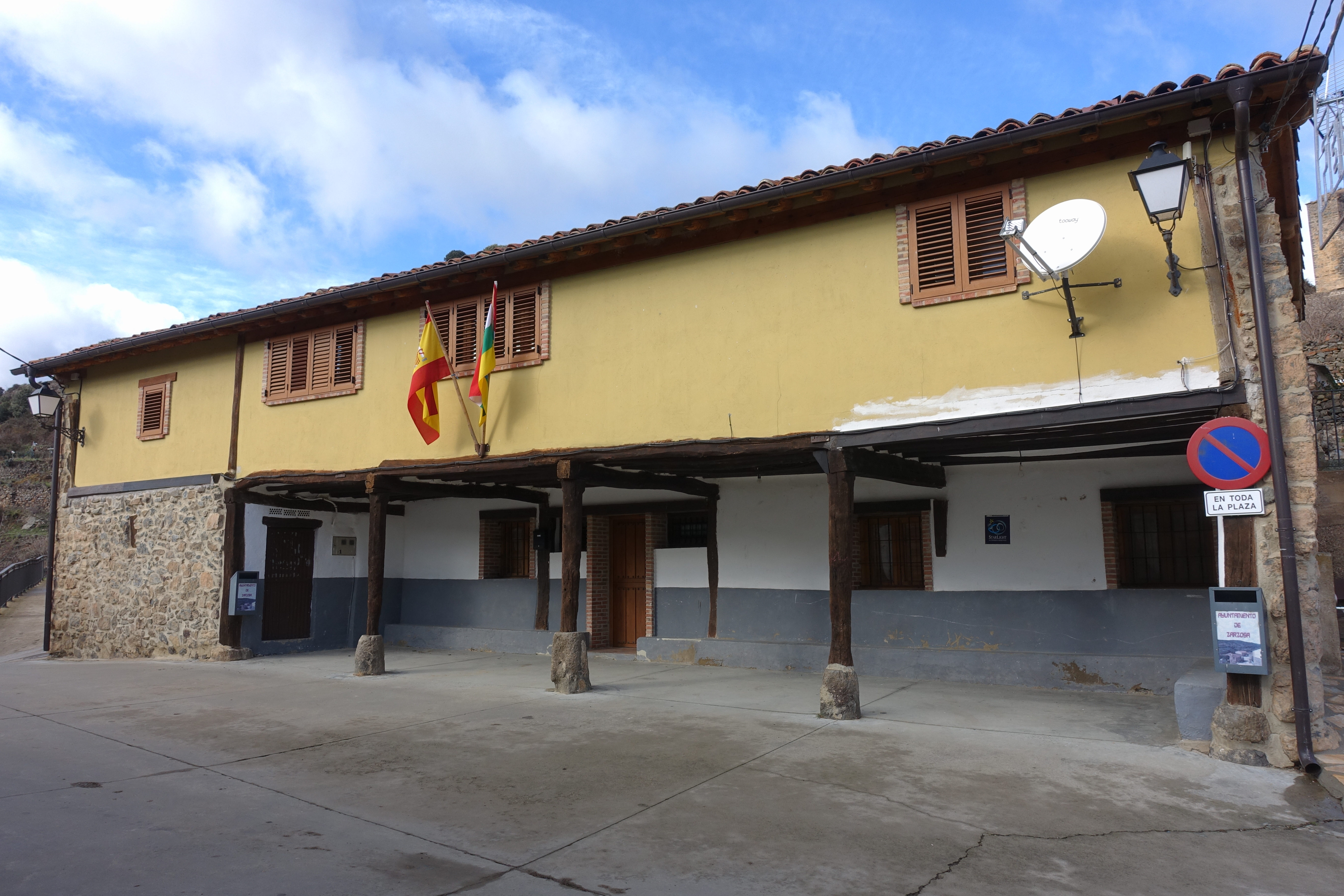
Rathaus

- Marienkirche
- Rathaus